# Кашпар, Карел
Карел Кашпар (чеш. Karel Kašpar; 16 мая 1870, Мирошов, Австро-Венгрия — 21 апреля 1941, Прага, Протекторат Богемии и Моравии) — чехословацкий кардинал. Титулярный епископ Бетсаиды и вспомогательный епископ Градец-Кралове с 8 марта 1920 по 13 июня 1921. Епископ Градец-Кралове с 13 июня 1921 по 22 октября 1931. Архиепископ Праги с 22 октября 1931 по 21 апреля 1941. Кардинал-священник с 16 декабря 1935, с титулом церкви Санти-Витале-Валерия-Джервазио-э-Протазио с 19 декабря 1935.
Погребён в соборе Святого Вита, в Праге.